# Malcolm Lincoln
Malcolm Lincoln is een Estse muziekgroep.

## Geschiedenis
Malcolm Lincoln begon als een soloproject voor de Estse zanger Robin Juhkental in 2009. Onder de artiestennaam Malcolm Lincoln uploadde hij zijn eerste liedjes op het muziekplatform MySpace. Later dat jaar werd Malcolm Lincoln een duo van Jukhental en Madis Kubu. In december 2009 bood de producer Vaiko Eplik hun aan om een aantal liedjes onder zijn platenlabel uit te brengen. Het duo ging hier op in. 

### Eurovisiesongfestival
Juhkental zond twee liedjes voor Malcolm Lincoln's opkomende debuutalbum naar Eesti Laul, die preselectie van Estland op het Eurovisiesongfestival 2010. Een van de liedjes, Siren, werd uitgekozen door de jury als een van de finalisten. Op 12 maart 2010 won het duo samen met het kwartet Manpower 4 de finale van Eesti Laul en zo mochten zij Estland vertegenwoordigen in Oslo. Het liedje bleef steken in de halve finale. 
Malcolm Lincoln deed in 2012 weer een poging om Estland te vertegenwoordigen op het Eurovisiesongfestival. Met het liedje Bye bleven ze steken in de halve finale van Eesti Laul 2012.

## Discografie

### Albums
- 2010: Loaded with zoul

### Singles
- 2010: Siren
- 2010: Loaded with zoul
- 2011: Man on the radio
- 2012: Bye